# Pyrgocythara balteata
Pyrgocythara balteata är en snäckart som först beskrevs av Reeve 1846.  Pyrgocythara balteata ingår i släktet Pyrgocythara och familjen kägelsnäckor. Inga underarter finns listade i Catalogue of Life.